# Генерал парашутних військ

Погон генерала парашутних військ

Петлиці генерала парашутних військ

Генера́́л парашу́тних військ (нім. General der Fallschirmtruppe) — військове звання генеральського складу в Збройних силах Німеччини (Вермахт), яке умовно можливо дорівняти військовому званню генерал. Це звання правильніше називати «генерал роду військ», тому що воно дорівнювалося до чинів:
- «генерал від інфантерії»,
- «генерал кавалерії»,
- «генерал артилерії»,
- «генерал танкових військ»,
- «генерал гірсько-піхотних військ»,
- «генерал інженерних військ»,
- «генерал авіації»,
- «генерал військ зв'язку» тощо.

Введено 1 травня 1943 року, й першим генералом парашутних військ став Курт Штудент, родоначальник повітряно-десантних військ Вермахту. Попереднє звання — генерал-лейтенант, наступне — генерал-полковник.
У військах СС відповідало звання обергрупенфюрер СС і генерал Ваффен-СС.

## Генерали парашутних військТретього Рейху

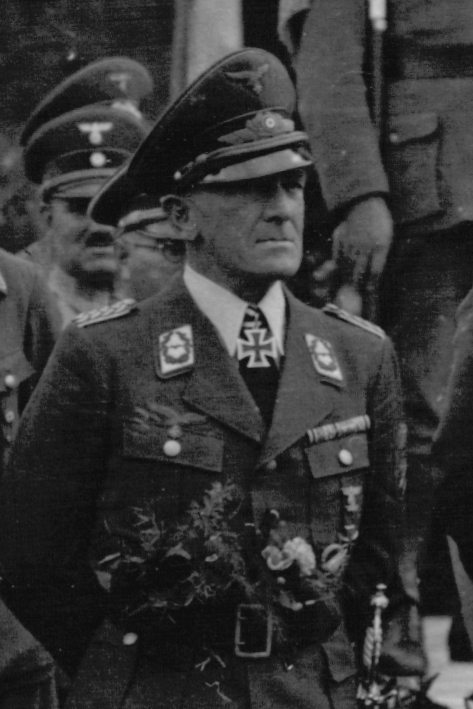
Майндль Ойген 1941

- Бруно Броєр (Bruno Bräuer)
- Пауль Конрат (Paul Conrath)
- Ріхард Гайдріх (Richard Heidrich)
- Ойген Майндль (Eugen Meindl)
- Герман-Бернхард Рамке (Hermann-Bernhard Ramcke)
- Альфред Шлемм (Alfred Schlemm)
- Курт Штудент (Kurt Student), пізніше отримав військове звання генерал-полковника